# Ride the Lightning
Ride the Lightning (с англ. — «Оседлай молнию») — второй студийный альбом трэш-метал группы Metallica, вышедший 27 июля 1984 года на лейбле Megaforce Records и переизданный лейблом Elektra Records 16 ноября 1984 года. На обложке изображён электрический стул, окружённый разрядами молний, исходящими из логотипа группы. Название было заимствованно из романа Стивена Кинга «Противостояние»; выражение «оседлать молнию» означает «быть казнённым на электрическом стуле».
Альбом был записан за три недели в студии Sweet Silence Studios в Копенгагене. Бюджет записи превысил изначально запланированные рамки, в результате чего часть издержек пришлось покрывать европейскому лейблу группы, Music for Nations, так как Megaforce был не в состоянии оплатить все счета.
Хотя в плане звучания альбом опирался на традиции трэш-метала, он также продемонстрировал творческий рост группы и разнообразие музыкального материала. Частично этому способствовал опыт бас-гитариста Клиффа Бёртона, который имел классическое музыкальное образование и в этот раз принимал большее участие в написании песен. При этом музыканты делали основной упор не только на скорость мелодий, как это было на их дебютном диске Kill 'Em All; группа стремилась развить звучание, добавляя акустические гитары, глубокие инструментальные пассажи и более сложные музыкальные гармонии. Кроме того, это последний альбом Metallica, содержащий песни за авторством бывшего гитариста группы Дэйва Мастейна.
Ride the Lightning получил положительные отзывы музыкальной прессы; критики расценивали его как более амбициозный проект в сравнении с предшественником. Для продвижения альбома группа отправилась в международное турне, выступив в Европе в конце 1984 и в Северной Америке в первой половине 1985 года. Помимо этого, в том же году коллектив принял участие в нескольких крупных музыкальных фестивалях, таких как Monsters of Rock и Day on the Green. Через два месяца после выпуска пластинки музыканты подписали контракт с мейджор-лейблом Elektra Records, заключив сделку сразу на серию альбомов.
Несмотря на отсутствие ротации в радиоэфире и всего один сингл в поддержку, альбом обрёл армию преданных фанатов, достигнув 100-го места в национальном хит-параде Billboard 200, и в ноябре 1987 года завоевал «золотой» статус на родине музыкантов при первоначальном тираже всего в 75 000 копий. По мере роста популярности группы альбом обрёл культовый статус среди поклонников жанра и любителей метала — к 2012 году он был сертифицирован как шестикратно «платиновый» (на американском рынке). Впоследствии многие рок-издания отмечали Ride the Lightning в числе лучших альбомов всех времён, подчёркивая его длительное влияние на жанр. В 2016 году на лейбле Rhino Records было выпущено переиздание альбома, которое содержало оригинальный материал, прошедший процедуру ремастеринга, демоверсии, а также различные бонусы и не издававшийся ранее контент.

## Запись

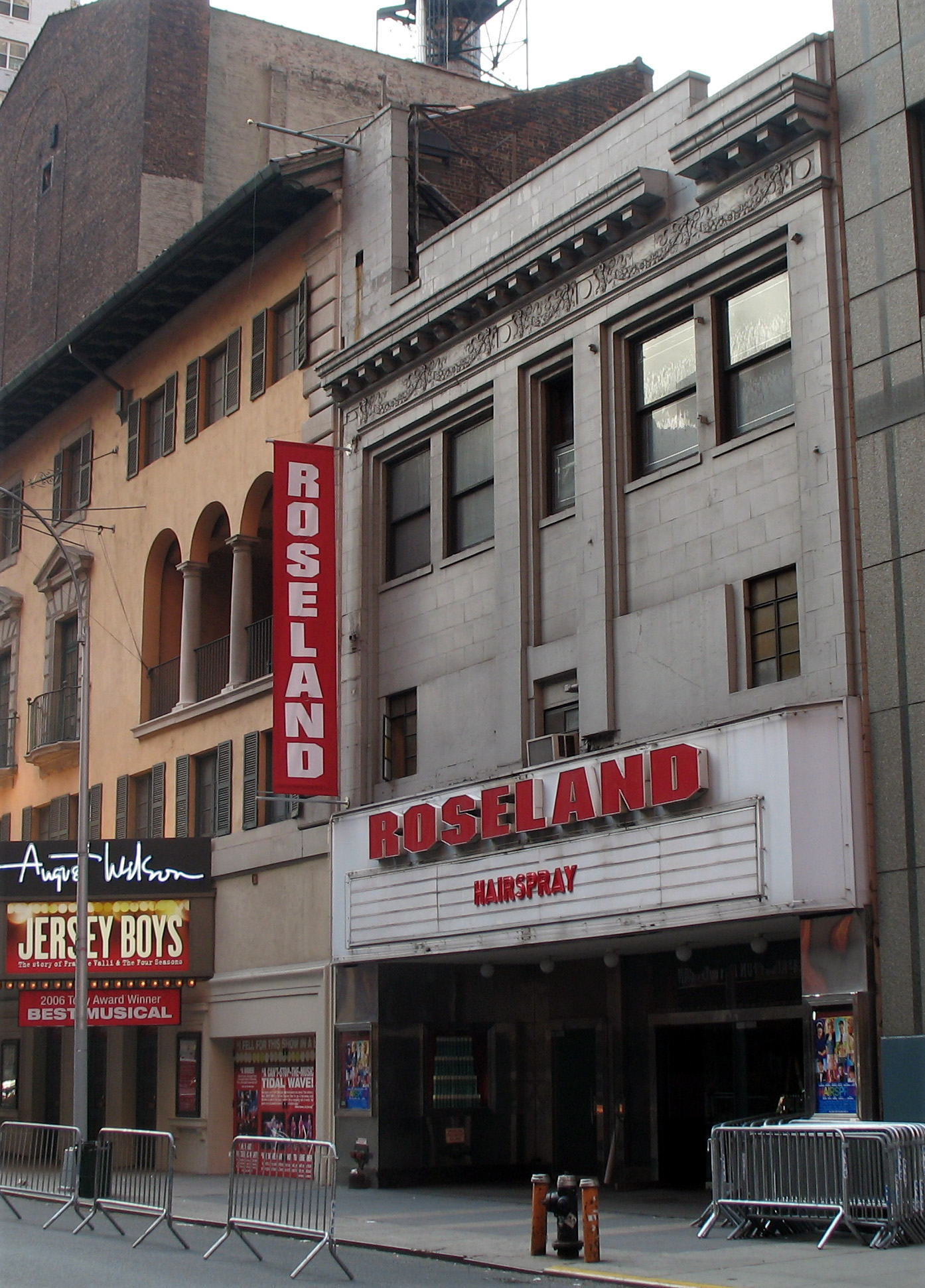
3 августа 1984 года Metallica выступали на разогреве у группы Raven в концертном зале Roseland Ballroom. Шоу прошло с аншлагом.

Дебютный альбом группы Metallica Kill 'Em All, выпущенный в июле 1983 года, стал одной из определяющих записей жанра трэш-метал, заложив основные принципы его звучания — динамичные риффы и интенсивная перкуссия. После окончания турне в поддержку диска музыканты приступили к сочинению нового материала и уже с сентября 1983 года стали исполнять его на концертах. Поскольку в тот период финансовое положение группы было весьма скромным, зачастую музыканты ели лишь один раз в день и ночевали в домах фанатов. Один из самых известных инцидентов произошёл во время пребывания Metallica в Бостоне: часть музыкального оборудования коллектива была похищена, в связи с чем им пришлось обратиться к коллегам по сцене, группе Anthrax, участники которой и предоставили музыкантам свои инструменты, чтобы те смогли отыграть оставшиеся концерты. Перерывы между выступлениями группа проводила в городе Эль-Церрито (Калифорния), где арендовала дом, прозванный музыкантами «Metallica Mansion». Поскольку фронтмен Джеймс Хэтфилд испытывал неудобства из-за необходимости совмещения двух амплуа — вокалиста и ритм-гитариста — на роль вокалиста пригласили Джона Буша из Armored Saint, который, однако, отклонил предложение, сочтя работу с Metallica неперспективной. Со временем Хэтфилд рос как вокалист, и группа решила не производить изменений в составе.
20 февраля 1984 года Metallica приступили к записи своего второго альбома в Sweet Silence Studios, расположенных на родине Ларса Ульриха — в Дании. В качестве продюсера релиза был приглашен Флемминг Расмуссен, один из сооснователей Sweet Silence Studios. По словам Ульриха, он выбрал Расмуссена, зная о его работе над диском группы Rainbow Difficult to Cure (1981), а также в связи с личным желанием сделать запись в Европе. Расмуссен, хотя до этого не слышал о Metallica, согласился работать над альбомом несмотря на то, что работники его студии подвергли сомнению таланты участников группы. Расмуссен прослушал записи Metallica перед тем, как музыканты прилетели в Данию, и посчитал, что группа имеет большой потенциал. Репетиции нового материала происходили в помещении группы Mercyful Fate, в Копенгагене.
Перед тем как отправиться в студию, музыканты собрали все накопившиеся идеи, прослушали гитарные риффы, записанные на джем-сейшенах, и выбрали из них самые лучшие. Остальные инструменты записывались раздельно, под аккомпанемент ритм-гитары Хэтфилда. Расмуссен при содействии барабанного техника Флемминга Ларсена обучил Ульриха основам темпа и динамики, поскольку у ударника обнаружились проблемы с чувством ритма и лишь поверхностное представление о его теории. В итоге барабанные партии были записаны на пустом складе в задней части студии; стены этого помещения не были звуконепроницаемыми и создавали необходимый резонанс.
Название для альбома было придумано соло-гитаристом Кирком Хэмметтом, который позаимствовал его из романа Стивена Кинга «Противостояние». Обложка диска, изображающая электрический стул на фоне разрядов молний, была создана ещё до начала записи.
Хотя к моменту начала записи у группы уже были подготовлены четыре композиции, остальной материал музыкантам пришлось сочинять в студийных помещениях; это было для них непривычно, так как процесс создания песен для предыдущего диска проходил по иному принципу. В Копенгагене группа доработала песни «Fight Fire with Fire», «Ride the Lightning», «Creeping Death» и «The Call of Ktulu», ранее уже исполнявшиеся вживую. Другие песни — «For Whom the Bell Tolls», «Trapped Under Ice» и «Escape» — были написаны с нуля. Ride the Lightning — последний альбом Metallica, где фигурирует имя Дэйва Мастейна, который был отмечен как соавтор композиций «Ride the Lightning» и «The Call of Ktulu». С другой стороны, на обложке был впервые упомянут новый соло-гитарист Кирк Хэмметт.
Первоначально группа испытывала проблемы с качеством звука, так как не располагала подходящим оборудованием из-за инцидента в Бостоне, который произошёл за три недели до прибытия группы в Копенгаген. Музыканты ночевали в студии, так как на гостиницу у них не было денег. Кроме того, запись альбома приходилось проводить ночью, так как в дневное время помещение было зарезервировано другими исполнителями. Поскольку Metallica стремилась подписать контракт с каким-либо мейджор-лейблом, студию посетили несколько представителей специализированных фирм. Вначале группа была близка к заключению соглашения с Bronze Records, но в итоге сделка провалилось из-за того, что руководителю лейбла, Джерри Брону, не понравилось звучание записанного материала. По его мнению, пластинку следовало перемикшировать в США, пригласив для этой цели звукоинженера Эдди Крамера. Брон также рассматривал варианты полной перезаписи альбома в другой студии. Музыканты были шокированы намерениями Брона вмешаться в творческий процесс и решили искать другую фирму для американского рынка, несмотря на то, что Bronze Records уже начала рекламировать Metallica как одну из своих групп.
В связи с запланированными концертами в Европе, первый из которых должен был состояться спустя 29 дней после начала работы в студии, музыканты были вынуждены записывать альбом в сжатые сроки. Группа завершила запись 14 марта, а уже 27 июля альбом был выпущен на лейбле Megaforce. Несмотря на то, что первоначальный бюджет пластинки составлял 20 000 долларов, окончательные расходы превысили сумму в 30 000 долларов. В результате все студийные расходы группы оплатил их европейский издатель — Music for Nations, поскольку владелец лейбла Megaforce, Джон Зазула, оказался не в состоянии покрыть требуемые издержки. Эта ситуация отрицательным образом сказалась на отношении группы к лейблу; кроме того, музыканты были недовольны полным отсутствием рекламы альбома со стороны Megaforce и приняли решение разорвать контракт с фирмой. Вскоре на одном из концертов Metallica в Сан-Франциско побывал сотрудник мейджор-лейбла Electra Records — Майкл Алаго, на которого шоу произвело большое впечатление. Он пригласил высшее руководство фирмы (зам. главы и начальника отдела продвижения) оценить коллектив, купив билеты на августовский концерт группы в Roseland Ballroom. Представители Electra Records остались довольны выступлением Metallica, которые играли на разогреве у британской хэви-метал группы Raven, и уже на следующее утро предложили им подписать контракт . Сделка была заключена 12 сентября, а 19 ноября лейбл выпустил Ride the Lightning повторно. На фоне этих событий новыми менеджерами коллектива были назначены Клифф Бернштейн и Питер Менш из агентства Q Prime.

## Музыка и тематика песен
По мнению критиков, Ride the Lightning продемонстрировал бо́льшую музыкальную зрелость и разнообразие, чем Kill 'Em All, стиль которого был однообразным. Одной из причин прогресса было близкое знакомство бас-гитариста Клиффа Бёртона с музыкальной теорией. Он показал Хэтфилду, как сочетать основные ноты с дополнительными контрапунктами, и объяснил принципы базовой гитарной гармонии, что отразилось на композиции новых песен. Сочиняя тексты, Хэтфилд сосредоточился на социальной проблематике, одновременно насытив песни апокалиптическими и псевдофилософскими пассажами. По словам Ульриха, записывая Ride the Lightning, группа решила не ограничиваться одними быстрыми темпами, как это было на предыдущем альбоме, а попробовать другие музыкальные подходы, позволяющие добиться мощного и тяжёлого звука. Рассуждая о литературном содержании пластинки, философ Уильям Ирвин писал: «По сравнению с Kill 'Em All бунт и агрессия стали гораздо более сфокусированными, поскольку враг стал намного более определённым. Metallica глубоко заботили самые разные сферы жизни, в которых простого человека подло, но изобретательно обманывали. Если точнее, они подвергли резкой критике власть имущих».
Акустическая интерлюдия из «Fight Fire with Fire», сыгранная в мажорной тональности, продемонстрировала эволюцию группы к более гармоничному и сложному стилю сочинения песен. Эта композиция, мелодия которой выстроена на риффах, сыгранных в технике переменного штриха, стала самой быстрой у Metallica из тех, где используется медиаторный штрих. Продолжительное соло в конце песни переходит в звук ядерного взрыва. Основной рифф был записан на плёнку во время турне Kill 'Em All Tour, а акустическое вступление было придумано Бёртоном во время импровизации на гитаре. Песня представляла собой своеобразный манифест против принципа «зуб за зуб», её содержание было посвящено ядерному противостоянию и Армагеддону.
«Ride the Lightning» была первой песней Metallica, посвящённой обличению несовершенства системы уголовного права. Текст песни был написан с точки зрения смертника, ожидающего казни на электрическом стуле. Начинаясь в среднем темпе, композиция продолжает постепенно ускоряться. Трек содержит инструментальную среднюю часть, в которой выделяется соло Хэмметта. По словам Хэтфилда, песня посвящена не критике смертной казни, а истории человека, приговорённого к смерти за преступление, которое он не совершал, что подчёркивает начальная строчка: «Виновен по всем пунктам/Но это, чёрт возьми, неправильно». Это один из двух треков альбома, где среди авторов фигурирует Дэйв Мастейн.
«For Whom the Bell Tolls» начинается звуками звонящего колокола, переходящими в мелодию, состоящую из риффа маршевого типа и басовой линии, звучащей в верхнем музыкальном регистре. Хроматическое вступление, которое Бёртон сочинил ещё до присоединения к Metallica, часто принимают за электрогитару, хотя на самом деле оно сыграно на бас-гитаре с добавлением эффектов дисторшна и «wah-wah». Текст песни был вдохновлён одноимённым романом Эрнеста Хемингуэя, в творчестве которого отразилась тема ужасов гражданской войны. «For Whom the Bell Tolls» был выпущен в качестве промосингла в двух версиях: отредактированный вариант на стороне «A» и оригинальная версия на стороне «B».
«Fade to Black» представляет собой пауэр-балладу, сочетающую в себе сдержанный вокал с аккордами, сыгранными в технике арпеджиато. Композиция начинается неспешным акустическим вступлением, после чего она становится всё более быстрой и тяжёлой, заканчиваясь многослойным гитарным соло. Текст песни написан Хэтфилдом, когда тот находился в шоке от инцидента в Бостоне, и посвящён теме самоубийства. Музыкальная структура песни была очень нетипичной для трэш-метал того времени; многие фанаты группы были разочарованы этой песней, восприняв её «в штыки», однако эта концепция предвосхищает более поздние баллады Metallica — «Welcome Home (Sanitarium)», «One», и «The Day That Never Comes». Песня была выпущена в качестве промосингла в 1984 году в необычным оформлении — диск был покрыт фосфоресцирующей зелёной краской.

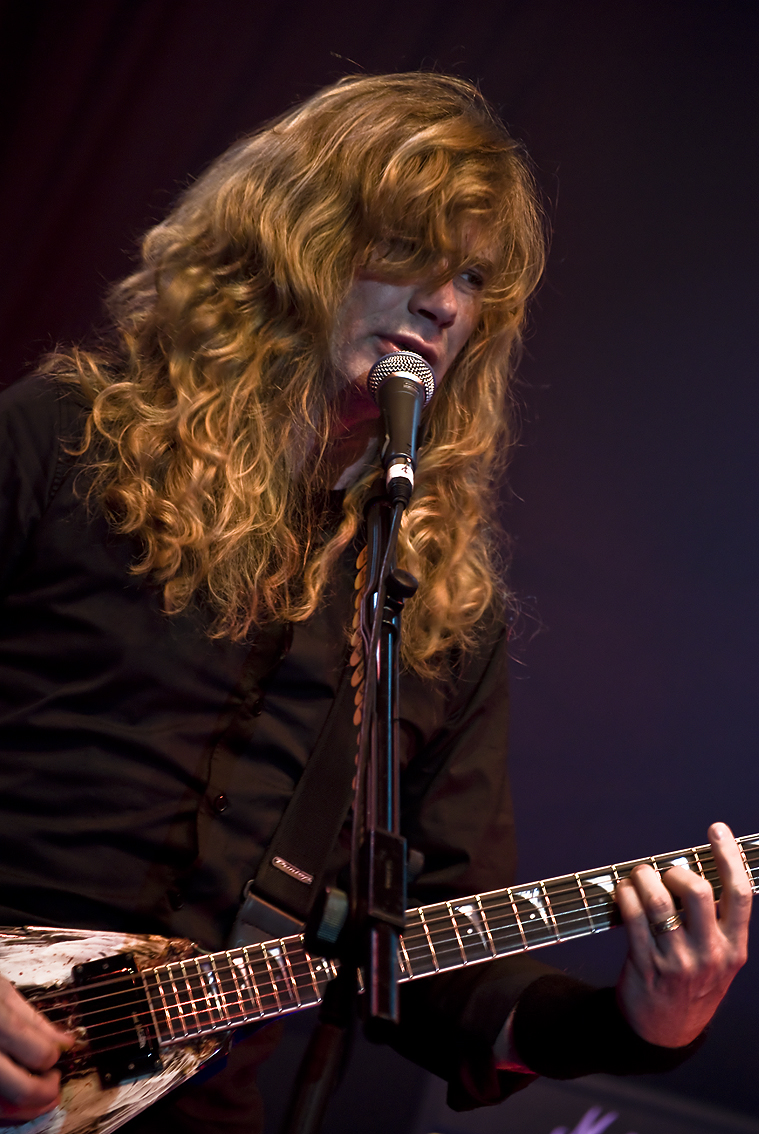
Бывший гитарист группы Дэйв Мастейн фигурирует в качестве соавтора двух песен пластинки

Композиция «Trapped Under Ice» повествует о человеке, который просыпается от крионического сна. Осознав, что ему некуда идти и ждать помощи бесполезно, он беспомощно готовится к собственной гибели. Песня основана на галопирующем риффе, схожим по динамике с первым треком альбома. Её мелодика была вдохновлена композицией «Impaler» из репертуара бывшей группы Хэмметта Exodus; позднее песня была выпущена на их диске Tempo of the Damned (2004).
Шестой трек «Escape» первоначально назывался «The Hammer» и планировался для выпуска в качестве сингла в связи с наличием более лёгких риффов и стандартной песенной структуры. В начале песни звучит басовая партия, выстроенная на контрапунктах, и гитарный рифф, сыгранный стандартным нижним штрихом. По мнению публицистов Мика Уолла и Малькольма Доума, мелодия песни была сочинена под влиянием рока 1970-х годов, в частности, творчества групп Journey и Foreigner. Тем не менее многие фанаты сочли композицию «попсовой» попыткой записать потенциальный радиохит. Впоследствии Metallica исполняли эту песню вживую лишь однажды, на фестивале Orion Music + More в 2012 году, где Ride the Lightning был сыгран музыкантами целиком.
«Creeping Death» посвящена сюжету «Десяти казней египетских» (Книга Исход 12:29) — кары, которую Бог обрушил на земли Древнего Египта; в песне фигурируют четыре из этих казней, а также праздник Песах. Название трека было вдохновлено сценой из кинофильма «Десять заповедей», который музыканты посмотрели дома у Бёртона. Брейкдаун с декламацией «Умри от моей руки!» (англ. «Die, by my hand!») первоначально был сочинён Хэмметом для одноимённой песни «Die by His Hand» его бывшей группы, однако, хотя Exodus записали демоверсию трека, он так и не был выпущен на их студийном альбоме. Публицист Джоэл Макайвер, из-за эпического текста и драматической атмосферы песни, назвал её «гимном мош пита». «Creeping Death» была выпущена в качестве сингла с би-сайдом, озаглавленным «Garage Days Revisited» и состоявшим из пары каверов: «Am I Evil?» группы Diamond Head и «Blitzkrieg» группы Blitzkrieg.
Инструментальная композиция «The Call of Ktulu», первоначально носившая название «When Hell Freezes Over», была вдохновлена повестью Г. Ф. Лавкрафта «Тень над Иннсмутом», с которой участников группы познакомил Бёртон, который являлся большим фанатом этого писателя. Название песни отсылает к одному из ключевых произведений с участием Ктулху, «Зов Ктулху», хотя имя монстра было изменено на «Ktulu» для более легкого произношения. Композиция начинается с ре-минорной последовательности аккордов и двухминутного басового соло, наложенного на ритмичную риффовую структуру. Ближе к середине вступает гитарное соло со сложной, прогрессирующей структурой. В рефрене композиция возвращается к мелодии, с которой начиналась. Впоследствии дирижёр Майкл Кэймен написал новую аранжировку для этой песни (проект S&M), которая была исполнена совместно с Симфоническим оркестром Сан-Франциско и в 2001 году стала лауреатом премии «Грэмми» в номинации «Лучшее инструментальное рок-исполнение».

## Отзывы критиков и продажи
| Оценки критиков                  | Оценки критиков |
| Источник                         | Оценка          |
| -------------------------------- | --------------- |
| AllMusic                         | [ 35 ]          |
| Chicago Tribune                  | [ 36 ]          |
| Classic Rock                     | [ 37 ]          |
| Collector's Guide to Heavy Metal | 10/10           |
| Encyclopedia of Popular Music    | [ 39 ]          |
| The Guardian                     | [ 40 ]          |
| Pitchfork Media                  | 10/10           |
| Q                                | [ 42 ]          |
| Rock Hard                        | 10/10           |
| The Rolling Stone Album Guide    | [ 44 ]          |
| Sputnikmusic                     | 5/5             |

Ride the Lightning был высоко оценён пулом музыкальных критиков. По мнению редакции журнала Q, альбом утвердил статус Metallica в качестве ведущей хэви-метал-группы современности. Издание отмечало, что композиция «Fade to Black» «порвала с канонами трэш-метала», став первой пауэр-балладой в этом жанре. Британский журнал Kerrang! писал, что зрелость альбома и глубокое проникновение в суть музыки помогли Metallica расширить границы хэви-метала. Грег Кот из газеты Chicago Tribune описал Ride the Lightning как более изысканное продвижение по пути, намеченному первым альбомом группы. В ретроспективном обзоре Ченнинг Фримен из Sputnikmusic назвал релиз одним из редких альбомов в жанре хэви-метал, в равной мере сочетающих мощь и очарование. Он также с похвалой отозвался о работе вокалиста и о том факте, что Metallica «выложилась на всю катушку». Публицист портала AllMusic Стив Хьюи оценил запись как более амбициозную и впечатляющую, чем предшествующий альбом. Он назвал Ride the Lightning «классикой метала на все времена», отметив богатую музыкальную фантазию коллектива и тексты, избавленные от клише хэви-метала. Редакция альманаха The Rolling Stone Album Guide оценила альбом как большой шаг вперёд и запись, которая сформировала концепцию для двух следующих дисков Metallica. Автор «Энциклопедии популярной музыки» Колин Ларкин выделил трек «For Whom the Bell Tolls» как пример растущего музыкального потенциала группы. По мнению музыкального журналиста Мартина Попоффа, Ride the Lightning в равной мере сочетал в себе изысканность и брутальность и, на момент выхода, воспринимался как новая веха в жанре. По словам Попоффа, на Ride the Lightning «экстремальный метал стал искусством». Публицист писал: «Это был, фактически, первый альбом со времён „Sad Wings of Destiny“ (Judas Priest, 1976), который изменил правила игры. Это был новый вид тяжести; мягкая, волнистая, но в то же время взрывная музыка была восхитительна, скорость была просто сверхчеловеческой». Публицист журнала Grinder Кевин Фишер охарактеризовал альбом как «беспримесный трэш и разрушение», что напомнило ему о высоком темпе и силе звучания Kill 'Em All.
Джерри Юинг из журнала Classic Rock поставил альбому 4 балла из 5, отмечая: «Если с помощью первого альбома Metallica практически единолично изменили лицо метала, то второй альбом увёл их так далеко вперёд, что равных им почти не осталось. Отдаляясь от ими же невольно порождённого треша, музыканты создали металлический шедевр […] продемонстрировав множество граней своего саунда». По словам рецензента, в этом альбоме «было всё: длинный инструментальный эпос „The Call of Ktulu“, медленный зловещий „Fade to Black“ (вызвавший дурацкие обвинения в предательстве), истинно классический „For Whom the Bell Tolls“ и ужасающий „Creeping Death“». Рецензент назвал Ride the Lightning «величайшим достижением Metallica». В 2016 году Джейсон Андерсон из Uncut, рассматривая переиздание альбома, поставил его среди лучших пластинок Metallica на второе место.
В другом обзоре переиздания Фил Монгредиен из газеты The Guardian поставил альбому высший балл. Он назвал Ride the Lightning главным шедевром группы, представлявшим собой гигантский рывок вперёд по сравнению с её первой пластинкой, демонстрируя более «проработанные» и разносторонние песни, разнообразные темпы и «действительно продуманные» (в отличие от прошлого раза) тексты. Монгредиен называет «гипнотическими» риффы «For Whom the Bell Tolls», пишет, что восемь минут «The Call of Ktulu» пролетают, как четыре, и отмечает «неистово быстрый» темп «Trapped Under Ice» как доказательство того, что бо́льшая зрелость не обернулась для её авторов компромиссом. В заключение он признаёт, что даже «слабое звено» всего альбома — песня «Escape», которую он оценивает как попытку изменить жанру с мейнстримными радиостанциями — «не плоха». Рецензент подытожил: «По прошествии трёх десятилетий они больше ни разу не достигли подобных высот, хотя и приблизились вплотную с „Master of Puppets“. Однако смерть Бёртона изменила динамику группы в худшую сторону. Тем не менее „Ride“ стоит вровень с „Reign in Blood“ Slayer как один из двух лучших металлических альбомов 1980-х и более чем оправдывает роскошное подарочное оформление».
Первоначальный тираж альбома составил 75 000 копий в США и в 85 000 копий в Европе. Вследствие повышенного интереса к коллективу музыканты впервые в своей истории попали на обложку журнала Kerrang!. После подписания контракта с лейблом Elektra Records группа выпустила сингл «Creeping Death». В 1984 году французская студия звукозаписи Bernett Records выпустила 400 копий альбома с неправильной обложкой, на которой элементы композиции были окрашены не в синий, а в зелёный цвет. Из-за редкости эти зелёные альбомы стали раритетом у коллекционеров.
Без какой-либо ротации на радио альбом достиг сотого места в хит-параде Billboard 200. В ноябре 1987 года альбом достиг статуса «золотого», а к 2012 году в США его продажи составили более шести миллионов копий. В 2016 году альбом был переиздан в двойном сете — вместе с диском Kill 'Em All, это издание содержит концертные и демозаписи. Альбом фигурирует во многих списках лучших рок-альбомов в истории. Так, он занял пятое место в рейтинге «25 лучших альбомов метала» портала IGN. Журнал Spin назвал его важнейшим трэш-альбомом, выделив его как «самый трэшевый из всех». По мнению издания Guitar World, Ride the Lightning «не только изменил путь группы — он проложил новый курс для всей метал-музыки». Кори Дейтермен из газеты Houston Press считает Ride the Lightning самым влиятельным диском Metallica, отмечая, что он оказал длительное воздействие на такие жанры, как кроссовер-трэш и хардкор-панк.

## Турне
После завершения записи альбома глава лейбла Music for Nations Мартин Хукер планировал организовать для групп Exciter, Metallica и The Rods совместный гастрольный тур, который должен был пройти весной 1984 года на территории Великобритании. Турне было названо Hell on Earth Tour, в качестве дат были зарезервированы март и апрель. Однако из-за низкого спроса на билеты эта идея потерпела фиаско . В итоге для продвижения Ride the Lightning участники группы Metallica отправились в европейское турне под названием Bang That Head That Doesn’t Bang Tour с британской хэви-метал группой Tank на разогреве. Гастроли стартовали 16 ноября концертом в Руане. Помимо Франции, группа также посетила Бельгию, Италию, Германию и некоторые скандинавские страны, собирая в среднем по 1300 человек на концерт. После рождественских каникул музыканты совершили гастрольный тур по Северной Америке, который включал около 50 концертов. Первую часть тура вместе с Metallica в качестве второго хедлайнера выступала группа W.A.S.P., последующие шоу на правах второго номера открывал коллектив Armored Saint. На концерте в Портленде Metallica совместно с Armored Saint сыграли кавер-версию песни «The Money Will Roll Right In» группы Fang. Турне закончилось в мае 1985 года. Следующие два месяца группа работала над материалом для своего третьего диска — Master of Puppets, запись которого была запланирована на сентябрь.
17 августа Metallica выступила на фестивале Monsters of Rock, проходившем в английском городе Касл-Донингтон, перед аудиторией в 70 000 человек. Группа должна была выходить на сцену между Ratt и Bon Jovi, глэм-метал-коллективами, звучание которых очень отличалось от музыки Metallica. В начале выступления Хэтфилд обратился к аудитории: «Если вы пришли сюда, чтобы увидеть спандекс, макияж и припев „о, детка“ в каждой грёбаной песне — мы не такие!». Две недели спустя Metallica приняла участие в фестивале Day on the Green в Окленде (Калифорния) перед 90 000 зрителей. Последним концертом, который Metallica отыграла перед началом записи Master of Puppets, стало выступление на фестивале Metal Hammer, проходившем на горе Лорелей в Германии, вместе с группой Venom в качестве хедлайнеров. В конце 1985 года Metallica отыграла концерт в Sacramento Memorial Auditorium (29 декабря), а также открывала New Year’s Eve — совместное шоу с группами Metal Church, Exodus и Megadeth, проходившее на сцене сан-францисского Civic Auditorium в канун Нового Года. Для Metallica и Megadeth это стало первым совместным выступлением. На этом концерте музыканты впервые сыграли песни «Master of Puppets» и «Disposable Heroes», которые в дальнейшем вышли на третьем альбоме группы.

## Список композиций
Все тексты написаны Джеймсом Хэтфилдом, за исключением «Creeping Death» — Хэтфилд и Кирк Хэмметт.
| №                   | Название                  | Автор(ы)                                | Длительность |
| ------------------- | ------------------------- | --------------------------------------- | ------------ |
| 1.                  | «Fight Fire with Fire»    | Джеймс Хэтфилд Ларс Ульрих Клифф Бёртон | 4:45         |
| 2.                  | «Ride the Lightning»      | Хэтфилд Ульрих Бёртон Дейв Мастейн      | 6:37         |
| 3.                  | «For Whom the Bell Tolls» | Хэтфилд Ульрих Бёртон                   | 5:09         |
| 4.                  | «Fade to Black»           | Хэтфилд Ульрих Бёртон Хэмметт           | 6:59         |
| 5.                  | «Trapped Under Ice»       | Хэтфилд Ульрих Хэмметт                  | 4:08         |
| 6.                  | «Escape»                  | Хэтфилд Ульрих Хэмметт                  | 4:24         |
| 7.                  | «Creeping Death»          | Хэтфилд Ульрих Бёртон Хэмметт           | 6:35         |
| 8.                  | «The Call of Ktulu»       | Хэтфилд Ульрих Бёртон Мастейн           | 8:55         |
| Общая длительность: | Общая длительность:       | Общая длительность:                     | 47:23        |

| №   | Название                                      | Автор(ы)                      | Длительность |
| --- | --------------------------------------------- | ----------------------------- | ------------ |
| 9.  | «For Whom the Bell Tolls» (Концертная версия) | Хэтфилд Ульрих Бёртон         |              |
| 10. | «Creeping Death» (Концертная версия)          | Хэтфилд Ульрих Бёртон Хэмметт |              |

## Переиздание
В 2016 году увидело свет переиздание Ride the Lightning в трёх разных форматах. Помимо стандартных изданий на компакт-дисках и виниле, которые содержали оригинальную версию пластинки, прошедшую процедуру ремастеринга, была также выпущена подарочная версия альбома (англ. deluxe edition). Эта версия включала четыре грампластинки, шесть CD, один DVD, книгу в твёрдом переплёте, содержавшую множество не публиковавшихся прежде фотографий, мини-книгу с текстами песен, написанными от руки Джеймсом Хэтфилдом, а также три концертных постера группы времён выхода оригинального альбома. Оригинальный аудиоматериал (альбом в версиях на CD и LP) также можно было скачать в цифровом виде, с помощью специальных mp3-карточек. Переиздание было выпущено 15 апреля 2016 года в День музыкального магазина. Не издававшийся ранее материал включал запись на виниле Live At The Hollywood Palladium (Лос-Анджелес, 10 марта 1985 года); интервью с группой 1984—1985 годов (два с Ульрихом, одно с Бёртоном и Хэмметтом); демоверсии и черновые варианты песен альбома из коллекции Ульриха (10 треков); прежде не публиковавшуюся на CD запись концерта группы в «Kabuki Theatre» (Сан-Франциско, 15 марта 1985 года); компакт-диск с записью выступления Live At The Lyceum Theatre (Лондон, 20 декабря 1984 года); не издававшуюся на CD запись Live Aa Castle Donington (Великобритания, 17 августа 1985 года); а также DVD с материалами — Live At The Metal Hammer Festival In St. Goarshausen (Германия, 14 сентября 1985 года), Live At MTV’S Day On The Green At Oakland Stadiem (Окленд, 31 августа 1985 года) и Danish TV (интервью для датского телевидения).

Переиздание альбома в формате Deluxe Edition: 4 грампластинки, 6 CD, 1 DVD, а также 2 книги и 3 постера

### Содержание подарочного издания
Первый и второй диски — оригинальный альбом на CD и LP (ремастеринговая версия), также содержат код для цифровой загрузки лонгплея в этих версиях.
| №   | Название                                                                | Длительность |
| --- | ----------------------------------------------------------------------- | ------------ |
| 1.  | «The Ecstasy of Gold» (Ранее не издавалась)                             |              |
| 2.  | «Fight Fire With Fire» (Концертная версия, ранее не издавалась)         |              |
| 3.  | «Ride the Lightning» (Концертная версия, ранее не издавалась)           |              |
| 4.  | «Phantom Lord» (Концертная версия, ранее не издавалась)                 |              |
| 5.  | «(Anesthesia) – Pulling Teeth» (Концертная версия, ранее не издавалась) |              |
| 6.  | «For Whom the Bell Tolls» (Концертная версия, ранее не издавалась)      |              |
| 7.  | «No Remorse» (Концертная версия, ранее не издавалась)                   |              |
| 8.  | «Fade to Black» (Концертная версия, ранее не издавалась)                |              |
| 9.  | «Seek and Destroy» (Концертная версия, ранее не издавалась)             |              |
| 10. | «Creeping Death» (Концертная версия, ранее не издавалась)               |              |
| 11. | «Am I Evil?» (Концертная версия, ранее не издавалась)                   |              |
| 12. | «Motorbreath» (Концертная версия, ранее не издавалась)                  |              |

| №  | Название         | Длительность |
| -- | ---------------- | ------------ |
| 1. | «Creeping Death» |              |
| 2. | «Am I Evil?»     |              |
| 3. | «Blitzkrieg»     |              |

| №  | Название                                                                                | Длительность |
| -- | --------------------------------------------------------------------------------------- | ------------ |
| 1. | «Metal Forces Interview with Lars, November 1984» (Ранее не издавалось)                 |              |
| 2. | «WUSC Cleveland Radio Interview with Cliff & Kirk, February 1985» (Ранее не издавалось) |              |
| 3. | «Metal Madness Interview with Lars, March 1985» (Ранее не издавалось)                   |              |

| №   | Название                                                                           | Длительность |
| --- | ---------------------------------------------------------------------------------- | ------------ |
| 1.  | «Ride the Lightning» (Studio Demo) (Ранее не издавалось)                           |              |
| 2.  | «When Hell Freezes Over (“The Call Of Ktulu”)» (Studio Demo) (Ранее не издавалось) |              |
| 3.  | «Creeping Death» (Studio Demo) (Ранее не издавалось)                               |              |
| 4.  | «Fight Fire With Fire» (Studio Demo) (Ранее не издавалось)                         |              |
| 5.  | «Ride the Lightning» (Garage Demo) (Ранее не издавалось)                           |              |
| 6.  | «When Hell Freezes Over (“The Call Of Ktulu”)» (Garage Demo) (Ранее не издавалось) |              |
| 7.  | «Fight Fire With Fire» (Garage Demo) (Ранее не издавалось)                         |              |
| 8.  | «Ride the Lightning» (Boom Box Demo) (Ранее не издавалось)                         |              |
| 9.  | «Blitzkrieg» (Rhythm Track Rough Mix) (Ранее не издавался)                         |              |
| 10. | «Am I Evil?» (Rhythm Track Rough Mix) (Ранее не издавался)                         |              |

| №   | Название                                                                      | Длительность |
| --- | ----------------------------------------------------------------------------- | ------------ |
| 1.  | «Fight Fire With Fire» (Концертная версия, ранее не издавалась на CD)         |              |
| 2.  | «Ride the Lightning» (Концертная версия, ранее не издавалась на CD)           |              |
| 3.  | «Phantom Lord» (Концертная версия, ранее не издавалась на CD)                 |              |
| 4.  | «The Four Horsemen» (Концертная версия, ранее не издавалась на CD)            |              |
| 5.  | «(Anesthesia) – Pulling Teeth» (Концертная версия, ранее не издавалась на CD) |              |
| 6.  | «For Whom the Bell Tolls» (Концертная версия, ранее не издавалась на CD)      |              |
| 7.  | «No Remorse» (Концертная версия, ранее не издавалась на CD)                   |              |
| 8.  | «Fade to Black» (Концертная версия, ранее не издавалась на CD)                |              |
| 9.  | «Creeping Death» (Концертная версия, ранее не издавалась на CD)               |              |
| 10. | «Guitar Solo» (Концертная версия, ранее не издавалась на CD)                  |              |
| 11. | «Am I Evil?» (Концертная версия, ранее не издавалась на CD)                   |              |
| 12. | «Motorbreath» (Концертная версия, ранее не издавалась на CD)                  |              |

| №   | Название                                                                      | Длительность |
| --- | ----------------------------------------------------------------------------- | ------------ |
| 1.  | «Phantom Lord» (Концертная версия, ранее не издавалась)                       |              |
| 2.  | «The Four Horsemen» (Концертная версия, ранее не издавалась на CD)            |              |
| 3.  | «(Anesthesia) – Pulling Teeth» (Концертная версия, ранее не издавалась на CD) |              |
| 4.  | «For Whom the Bell Tolls» (Концертная версия, ранее не издавалась на CD)      |              |
| 5.  | «No Remorse» (Концертная версия, ранее не издавалась на CD)                   |              |
| 6.  | «The Call of Ktulu» (Концертная версия, ранее не издавалась)                  |              |
| 7.  | «Seek and Destroy» (Концертная версия, ранее не издавалась на CD)             |              |
| 8.  | «Whiplash» (Концертная версия, ранее не издавалась на CD)                     |              |
| 9.  | «Creeping Death» (Концертная версия, ранее не издавалась)                     |              |
| 10. | «Guitar Solo» (Концертная версия, ранее не издавалась)                        |              |
| 11. | «Metal Militia» (Концертная версия, ранее не издавалась на CD)                |              |

| №  | Название                                                                 | Длительность |
| -- | ------------------------------------------------------------------------ | ------------ |
| 1. | «Creeping Death» (Концертная версия, ранее не издавалась на CD)          |              |
| 2. | «Ride the Lightning» (Концертная версия, ранее не издавалась на CD)      |              |
| 3. | «For Whom the Bell Tolls» (Концертная версия, ранее не издавалась на CD) |              |
| 4. | «The Four Horsemen» (Концертная версия, ранее не издавалась на CD)       |              |
| 5. | «Fade to Black» (Концертная версия, ранее не издавалась на CD)           |              |
| 6. | «Seek and Destroy» (Концертная версия, ранее не издавалась на CD)        |              |
| 7. | «Whiplash» (Концертная версия, ранее не издавалась на CD)                |              |
| 8. | «Motorbreath» (Концертная версия, ранее не издавалась на CD)             |              |

| №   | Название                                                                | Длительность |
| --- | ----------------------------------------------------------------------- | ------------ |
| 1.  | «Creeping Death» (Концертная версия, ранее не издавалась)               |              |
| 2.  | «Ride The Lightning» (Концертная версия, ранее не издавалась)           |              |
| 3.  | «Disposable Heroes» (Концертная версия, ранее не издавалась)            |              |
| 4.  | «No Remorse» (Концертная версия, ранее не издавалась)                   |              |
| 5.  | «(Anesthesia) – Pulling Teeth» (Концертная версия, ранее не издавалась) |              |
| 6.  | «For Whom The Bell Tolls» (Концертная версия, ранее не издавалась)      |              |
| 7.  | «The Four Horsemen» (Концертная версия)                                 |              |
| 8.  | «Fade to Black» (Концертная версия)                                     |              |
| 9.  | «Seek and Destroy» (Концертная версия)                                  |              |
| 10. | «Whiplash» (Концертная версия, ранее не издавалась)                     |              |
| 11. | «Fight Fire With Fire» (Концертная версия, ранее не издавалась)         |              |
| 12. | «Guitar Solo» (Концертная версия, ранее не издавалась)                  |              |
| 13. | «Am I Evil?» (Концертная версия, ранее не издавалась)                   |              |
| 14. | «Motorbreath» (Концертная версия, ранее не издавалась)                  |              |

| №  | Название                                                      | Длительность |
| -- | ------------------------------------------------------------- | ------------ |
| 1. | «Creeping Death» (Концертная версия, ранее не издавалась)     |              |
| 2. | «Ride The Lightning» (Концертная версия, ранее не издавалась) |              |
| 3. | «For Whom the Bell Tolls» (Концертная версия)                 |              |
| 4. | «MTV Day On The Green Interview with Lars and James»          |              |

| №  | Название                                                                                   | Длительность |
| -- | ------------------------------------------------------------------------------------------ | ------------ |
| 1. | «“Lars Ulrich When He Was Young” — Lars’ first television interview» (Ранее не издавалось) |              |
| 2. | «“SPOT – Lars Ulrich”» (Ранее не издавалось)                                               |              |

## Синглы
- «For Whom the Bell Tolls» выпущена как промосингл с двумя версиями (отредактированная на стороне «A» и альбомная на стороне «B»)[59].
- «Creeping Death» выпущена как сингл с Garage Days Revisited (предшественник одноимённого EP) на стороне B: с кавер-версиями песен «Am I Evil?» группы Diamond Head и «Blitzkrieg» одноимённой группы. Обе эти песни включены на Kill 'Em All переиздания 1988 года. Позже их выпустили на сборнике Garage Inc..
- «Fade to Black» выпущена как промосингл в 1984 году на чёрном виниле, а также на зелёном, который светится в темноте, годом позже[60][61].

## Участники записи
| Данные взяты из буклета альбома. Metallica - Джеймс Хэтфилд — вокал, ритм-гитара - Кирк Хэмметт — соло-гитара, бэк-вокал - Ларс Ульрих — ударные, бэк-вокал (2) - Клифф Бёртон — бас-гитара, бэк-вокал - Дэйв Мастейн — в записи участия не принимал. Соавтор композиций «Ride the Lighting» и «The Call of Ktulu» Технический персонал - Флемминг Расмуссен — продюсер, звукоинженер - Metallica — продюсирование, концепция обложки - Марк Уайтекер — ассистент продюсера, концертный звукоинженер, концертный менеджер - Том Коин, Франкфорд Уэйн — мастеринг для лейбла Megaforce | - Тим Янг — мастеринг для лейбла Music for Nations - Боб Людвиг — мастеринг для лейбла Elektra - Джордж Марино — ремастеринг переиздания 1995 года - Майк Джиллайз — микширование бонус-треков цифрового переиздания Оформление альбома и дополнительный персонал - AD Artists — дизайн обложки - Фин Костелло, Роберт Хотинк, Пит Кронин, Рик Брэккет, Гарольд Оймон — фотографии - Энтони Ди Соммелла — концертные/гастрольные фотографии - Crazed Management — менеджмент - Марша Власик, Нил Вэрнок — литературные агенты (The Agency Group) - Q Prime Inc. — менеджмент (на лейбле Elektra reissue) - Майкл Алаго — промоушен координатор (Elektra Records) - Питер Патерно — юридический представитель (Elektra Records) |

## Чарты и сертификация
| Чарт           | Высшая позиция |
| -------------- | -------------- |
| Австралия      | 38             |
| Великобритания | 87             |
| Италия         | 66             |
| Нидерланды     | 20             |
| Новая Зеландия | 32             |
| Норвегия       | 40             |
| США            | 48             |
| Финляндия      | 9              |
| Франция        | 126            |
| Швеция         | 22             |
| Швейцария      | 78             |

| Страна         | Статус        | Тираж     |
| -------------- | ------------- | --------- |
| Австралия      | Платиновый    | 70,000    |
| Великобритания | Золотой       | 100,000   |
| Канада         | Платиновый    | 100,000   |
| США            | 6× Платиновый | 6,000,000 |